# John Bettany
John William Bettany (sinh ngày 16 tháng 12 năm 1937) là một cựu cầu thủ bóng đá người Anh thi đấu ở Football League ở vị trí wing half cho Huddersfield Town, Barnsley và Rotherham United ở thập niên 1960 và 1970.